# Lynn Fontanne
Lynn Fontanne, nata Lynne Fontanne (Londra, 6 dicembre 1887 – Genesee Depot, 30 luglio 1983), è stata un'attrice britannica e una delle più grandi interpreti della scena teatrale statunitense per oltre una quarantina di anni.

## Biografia
Era moglie di Alfred Lunt: con il famoso attore formò nella vita e sul palcoscenico una coppia celebre. Cittadina britannica, visse negli Stati Uniti per oltre sessant'anni senza, però, mai richiederne la cittadinanza.

## Riconoscimenti
Nel 1932, ottenne la candidatura al Premio Oscar per il film The Guardsman di Sidney Franklin, uno dei pochi film che interpretò. In occasione della cena di premiazione (28 novembre 1932), venne proiettato un cortometraggio della Disney creato appositamente per quell'occasione dal titolo Parata dei nominati agli Oscar, dove appare anche il personaggio di Lynn Fontanne.
Venne nominata nel 1959 al Tony Award per la commedia The Visit. Nel 1970, fu insignita insieme al marito di uno Special Tony Award
Nel 1965, sempre insieme a Lunt, vinse il premio Emmy.

## Spettacoli teatrali
- Mr. Preedy and the Countess (prima 7 novembre 1910)
- The Harp of Life (prima 27 novembre 1916)
- Out There (prima 27 marzo 1917)
- The Wooing of Eve (prima 9 novembre 1917)
- Happiness (prima 31 dicembre 1917)
- Some One in the House, commedia di George S. Kaufman, Larry Evans e W.C. Percival (prima 9 settembre 1918)
- Dulcy, commedia di George S. Kaufman e Marc Connelly del 1921 (prima 13 agosto 1921)
- Sweet Nell of Old Drury (prima 18 maggio 1923)
- In Love With Love (prima 6 agosto 1923)
- The Guardsman, commedia di Ferenc Molnár (prima 13 ottobre 1924)
- Arms and the Man (prima 14 settembre 1925)
- The Goat Song (prima 25 gennaio 1926)
- At Mrs. Beam's (prima 26 aprile 1926)
- Pygmalion (prima 15 novembre 1926)
- The Brothers Karamazov (prima 3 gennaio 1927)
- The Second Man (prima 11 aprile 1927)
- Strange Interlude (Strano interludio), dramma di Eugene O'Neill (prima 30 gennaio 1928)
- Caprice (prima 31 gennaio 1928)
- Meteor (prima 23 dicembre 1929)
- Elizabeth the Queen (prima 3 novembre 1930)
- Reunion in Vienna, commedia scritta da Robert E. Sherwood (prima 16 novembre 1931)
- Design For Living (prima 21 gennaio 1933)
- Point Valaine (prima 16 gennaio 1935)
- The Taming of the Shrew (prima 30 settembre 1935)
- Idiot's Delight, commedia di Robert E. Sherwood (prima 24 marzo 1936)
- Amphitryon 38 (prima 1º novembre 1937)
- The Seagull (prima 28 marzo 1938)
- There Shall Be No Night (prima 29 aprile 1940)
- There Shall Be No Night  (prima 9 settembre 1940)
- The Pirate (prima 25 novembre 1942)
- O Mistress Mine (prima 23 gennaio 1946)
- I Know My Love (prima 2 novembre 1949)
- Quadrille (prima 3 novembre 1954)
- The Great Sebastians (prima 4 gennaio 1956)
- La visita della vecchia signora (prima 5 maggio 1958)

## Filmografia
La filmografia è completa

### Attrice
- Second Youth, regia di Albert Parker (1924)
- The Man Who Found Himself, regia di Alfred E. Green (1925)
- The Guardsman, regia di Sidney Franklin (1931)
- La taverna delle stelle (Stage Door Canteen), regia di Frank Borzage (1943)

### TV
- The Great Sebastians 1º episodio di Producers' Showcase (1957)
- Peter Pan (1960)
- The Old Lady Shows Her Medals 2 episodi di "The United States Steel Hour" (1963)
- The Magnificent Yankee (1965)
- Anastasia (1967)

### Apparizioni di Lynn Fontanne al cinema e in tv
- Parata dei nominati agli Oscar, cartone animato (Lynn Fontanne vi appare come personaggio disegnato) (1932)
- La taverna delle stelle (Stage Door) di Frank Borzage
- The 24th Annual Tony Awards serata Tv, regia di Clark Jones (1970)
- The Dick Cavett Show tv, 1º giugno 1970
- The Kennedy Center Honors: A Celebration of the Performing Arts Tv, regia di Don Mischer (1980)